# Meiogymnophallus multigemmulus
Meiogymnophallus multigemmulus är en plattmaskart. Meiogymnophallus multigemmulus ingår i släktet Meiogymnophallus och familjen Gymnophallidae. Inga underarter finns listade i Catalogue of Life.